# 6 Horas del Circuito de las Américas 2016
Las 6 Horas del Circuito de las Américas 2016 fue un evento de carreras deportivas de resistencia celebrado en el Circuito de las Américas, Austin, EE. UU., los días 15 a 17 de septiembre de 2016, y se desempeñó como la sexta ronda de la Temporada 2016 del Campeonato Mundial de Resistencia. Timo Bernhard, Brendon Hartley y Mark Webber de Porsche ganaron la carrera conduciendo el Porsche 919 Hybrid No.1.

## Clasificación
Los ganadores de las poles en cada clase están marcados en negrita.
| Pos | Clase     | Equipo                           | Tiempo   | Grilla |
| --- | --------- | -------------------------------- | -------- | ------ |
| 1   | LMP1      | No. 7 Audi Sport Team Joest      | 1:45.750 | 1      |
| 2   | LMP1      | No. 8 Audi Sport Team Joest      | 1:45.983 | 2      |
| 3   | LMP1      | No. 1 Porsche Team               | 1:46.560 | 3      |
| 4   | LMP1      | No. 6 Toyota Gazoo Racing        | 1:47.218 | 4      |
| 5   | LMP1      | No. 2 Porsche Team               | 1:47.331 | 5      |
| 6   | LMP1      | No. 5 Toyota Gazoo Racing        | 1:48.584 | 6      |
| 7   | LMP1      | No. 13 Rebellion Racing          | 1:53.646 | 7      |
| 8   | LMP1      | No. 4 ByKolles Racing            | 1:54.577 | 8      |
| 9   | LMP2      | No. 36 Signatech Alpine          | 1:55.892 | 9      |
| 10  | LMP2      | No. 44 Manor                     | 1:56.873 | 10     |
| 11  | LMP2      | No. 43 RGR Sport by Morand       | 1:57.367 | 11     |
| 12  | LMP2      | No. 42 Strakka Racing            | 1:57.536 | 12     |
| 13  | LMP2      | No. 35 Baxi DC Racing Alpine     | 1:58.060 | 13     |
| 14  | LMP2      | No. 37 SMP Racing                | 1:58.379 | 14     |
| 15  | LMP2      | No. 31 Extreme Speed Motorsports | 1:58.394 | 15     |
| 16  | LMP2      | No. 27 SMP Racing                | 1:58.769 | 16     |
| 17  | LMP2      | No. 30 Extreme Speed Motorsports | 2:00.631 | 17     |
| 18  | LMGTE-Pro | No. 95 Aston Martin Racing       | 2:04.610 | 18     |
| 19  | LMGTE-Pro | No. 71 AF Corse                  | 2:04.652 | 19     |
| 20  | LMGTE-Pro | No. 66 Ford Chip Ganassi Team UK | 2:04.804 | 20     |
| 21  | LMGTE-Pro | No. 51 AF Corse                  | 2:04.821 | 21     |
| 22  | LMGTE-Pro | No. 97 Aston Martin Racing       | 2:04.889 | 22     |
| 23  | LMGTE-Pro | No. 67 Ford Chip Ganassi Team UK | 2:05.057 | 23     |
| 24  | LMGTE-Pro | No. 77 Dempsey-Proton Racing     | 2:06.060 | 24     |
| 25  | LMGTE-Am  | No. 98 Aston Martin Racing       | 2:07.683 | 25     |
| 26  | LMGTE-Am  | No. 88 Abu Dhabi-Proton Racing   | 2:08.295 | 26     |
| 27  | LMGTE-Am  | No. 78 KCMG                      | 2:08.816 | 27     |
| 28  | LMGTE-Am  | No. 86 Gulf Racing               | 2:09.119 | 28     |
| 29  | LMGTE-Am  | No. 83 AF Corse                  | 2:09.187 | 29     |
| 30  | LMGTE-Am  | No. 50 Larbre Compétition        | 2:09.190 | 30     |
| 31  | LMP2      | No. 26 G-Drive Racing            | 1:57.860 | 31     |

## Carrera
Resultados por clase
| Pos. general | Pos. clase | Clase     | N.° | Escudería                 | Pilotos                                                | Automóvil                 | Vueltas | Tiempo/Retirado | Campeonato | Campeonato |
| Pos. general | Pos. clase | Clase     | N.° | Escudería                 | Pilotos                                                | Automóvil                 | Vueltas | Tiempo/Retirado | Pos.       | Puntos     |
| LMP          | LMP        | LMP       | LMP | LMP                       | LMP                                                    | LMP                       | LMP     | LMP             | LMP        | LMP        |
| ------------ | ---------- | --------- | --- | ------------------------- | ------------------------------------------------------ | ------------------------- | ------- | --------------- | ---------- | ---------- |
| 1            | 1          | LMP1      | 1   | Porsche Team              | Timo Bernhard Mark Webber Brendon Hartley              | Porsche 919 Hybrid        | 186     | 6:01:30.181     | 1          | 25         |
| 2            | 2          | LMP1      | 8   | Audi Sport Team Joest     | Lucas Di Grassi Loïc Duval Oliver Jarvis               | Audi R18                  | 186     | +23.641         | 2          | 18         |
| 3            | 3          | LMP1      | 6   | Toyota Gazoo Racing       | Stéphane Sarrazin Mike Conway Kamui Kobayashi          | Toyota TS050 Hybrid       | 186     | +26.096         | 3          | 15         |
| 4            | 4          | LMP1      | 2   | Porsche Team              | Romain Dumas Neel Jani Marc Lieb                       | Porsche 919 Hybrid        | 185     | +1 vuelta       | 4          | 12         |
| 5            | 5          | LMP1      | 5   | Toyota Gazoo Racing       | Anthony Davidson Sébastien Buemi Kazuki Nakajima       | Toyota TS050 Hybrid       | 184     | +2 vueltas      | 5          | 10         |
| 6            | 6          | LMP1      | 7   | Audi Sport Team Joest     | Marcel Fässler André Lotterer Benoît Tréluyer          | Audi R18                  | 180     | +6 vueltas      | 6          | 8          |
| 7            | 7          | LMP1      | 13  | Rebellion Racing          | Mathéo Tuscher Dominik Kraihamer Alexandre Imperatori  | Rebellion R-One-AER       | 174     | +12 vueltas     | 7          | 6          |
| 8            | 1          | LMP2      | 36  | Signatech Alpine          | Gustavo Menezes Nicolas Lapierre Stéphane Richelmi     | Alpine A460-Nissan        | 172     | +14 vueltas     | 8          | 4          |
| 9            | 2          | LMP2      | 43  | RGR Sport by Morand       | Ricardo González Filipe Albuquerque Bruno Senna        | Ligier JS P2-Nissan       | 171     | +15 vueltas     | 9          | 2          |
| 10           | 3          | LMP2      | 26  | G-Drive Racing            | Roman Rusinov René Rast Alex Brundle                   | Oreca 05-Nissan           | 171     | +15 vueltas     | 10         | 1          |
| 11           | 8          | LMP1      | 4   | ByKolles Racing Team      | Simon Trummer Oliver Webb                              | CLM P1/01-AER             | 170     | +16 vueltas     | 11         | 0.5        |
| 12           | 4          | LMP2      | 27  | SMP Racing                | Nicolas Minassian Maurizio Mediani                     | BR01-Nissan               | 168     | +18 vueltas     | 12         | 0.5        |
| 13           | 5          | LMP2      | 31  | Extreme Speed Motorsports | Ryan Dalziel Pipo Derani Chris Cumming                 | Ligier JS P2-Nissan       | 168     | +18 vueltas     | 13         | 0.5        |
| 14           | 6          | LMP2      | 37  | SMP Racing                | Vitaly Petrov Kirill Ladygin Viktor Shaytar            | BR01-Nissan               | 167     | +19 vueltas     | 14         | 0.5        |
| 15           | 7          | LMP2      | 30  | Extreme Speed Motorsports | Scott Sharp Ed Brown Johannes van Overbeek             | Ligier JS P2-Nissan       | 166     | +20 vueltas     | 15         | 0.5        |
| 26           | 8          | LMP2      | 35  | Baxi DC Racing Alpine     | David Cheng Ho-Pin Tung Nelson Panciatici              | Alpine A460-Nissan        | 153     | +33 vueltas     | 16         | 0.5        |
| Ret          | Ret        | LMP2      | 44  | Manor                     | Matt Rao Richard Bradley Roberto Merhi                 | Oreca 05-Nissan           | 157     | Retirado        | Ret        | Ret        |
| Ret          | Ret        | LMP2      | 42  | Strakka Racing            | Nick Leventis Lewis Williamson Jonny Kane              | Gibson 015S-Nissan        | 58      | Retirado        | Ret        | Ret        |
| LMP2         |            |           |     |                           |                                                        |                           |         |                 |            |            |
| 8            | 1          | LMP2      | 36  | Signatech Alpine          | Gustavo Menezes Nicolas Lapierre Stéphane Richelmi     | Alpine A460-Nissan        | 172     | 6:01:53.339     | 1          | 25         |
| 9            | 2          | LMP2      | 43  | RGR Sport by Morand       | Ricardo González Filipe Albuquerque Bruno Senna        | Ligier JS P2-Nissan       | 171     | +1 vuelta       | 2          | 18         |
| 10           | 3          | LMP2      | 26  | G-Drive Racing            | Roman Rusinov René Rast Alex Brundle                   | Oreca 05-Nissan           | 171     | +1 vuelta       | 3          | 15         |
| 12           | 4          | LMP2      | 27  | SMP Racing                | Nicolas Minassian Maurizio Mediani                     | BR01-Nissan               | 168     | +4 vueltas      | 4          | 12         |
| 13           | 5          | LMP2      | 31  | Extreme Speed Motorsports | Ryan Dalziel Pipo Derani Chris Cumming                 | Ligier JS P2-Nissan       | 168     | +4 vueltas      | 5          | 10         |
| 14           | 6          | LMP2      | 37  | SMP Racing                | Vitaly Petrov Kirill Ladygin Viktor Shaytar            | BR01-Nissan               | 167     | +5 vueltas      | 6          | 8          |
| 15           | 7          | LMP2      | 30  | Extreme Speed Motorsports | Scott Sharp Ed Brown Johannes van Overbeek             | Ligier JS P2-Nissan       | 166     | +6 vueltas      | 7          | 6          |
| 26           | 8          | LMP2      | 35  | Baxi DC Racing Alpine     | David Cheng Ho-Pin Tung Nelson Panciatici              | Alpine A460-Nissan        | 153     | +19 vueltas     | 8          | 4          |
| Ret          | Ret        | LMP2      | 44  | Manor                     | Matt Rao Richard Bradley Roberto Merhi                 | Oreca 05-Nissan           | 157     | Retirado        | Ret        | Ret        |
| Ret          | Ret        | LMP2      | 42  | Strakka Racing            | Nick Leventis Lewis Williamson Jonny Kane              | Gibson 015S-Nissan        | 58      | Retirado        | Ret        | Ret        |
| LMGTE        |            |           |     |                           |                                                        |                           |         |                 |            |            |
| Pos. general | Pos. clase | Clase     | N.° | Escudería                 | Pilotos                                                | Automóvil                 | Vueltas | Tiempo/Retirado | Campeonato | Campeonato |
| Pos. general | Pos. clase | Clase     | N.° | Escudería                 | Pilotos                                                | Automóvil                 | Vueltas | Tiempo/Retirado | Pos.       | Puntos     |
| 16           | 1          | LMGTE Pro | 95  | Aston Martin Racing       | Nicki Thiim Marco Sørensen                             | Aston Martin Vantage V8   | 163     | 6:03:16.546     | 1          | 25         |
| 17           | 2          | LMGTE Pro | 51  | AF Corse                  | Gianmaria Bruni James Calado                           | Ferrari 488 GTE           | 163     | +11.486         | 2          | 18         |
| 18           | 3          | LMGTE Pro | 71  | AF Corse                  | Davide Rigon Sam Bird                                  | Ferrari 488 GTE           | 162     | +1 vuelta       | 3          | 15         |
| 19           | 4          | LMGTE Pro | 67  | Ford Chip Ganassi Team UK | Marino Franchitti Andy Priaulx Harry Tincknell         | Ford GT                   | 162     | +1 vuelta       | 4          | 12         |
| 20           | 5          | LMGTE Pro | 97  | Aston Martin Racing       | Darren Turner Fernando Rees                            | Aston Martin Vantage V8   | 162     | +1 vuelta       | 5          | 10         |
| 21           | 6          | LMGTE Pro | 77  | Dempsey-Proton Racing     | Richard Lietz Michael Christensen                      | Porsche 911 RSR (2016)    | 161     | +2 vueltas      | 6          | 8          |
| 22           | 1          | LMGTE Am  | 98  | Aston Martin Racing       | Paul Dalla Lana Pedro Lamy Mathias Lauda               | Aston Martin Vantage V8   | 158     | +5 vueltas      | 7          | 6          |
| 23           | 2          | LMGTE Am  | 78  | KCMG                      | Christian Ried Wolf Henzler Joël Camathias             | Porsche 911 RSR           | 158     | +5 vueltas      | 8          | 4          |
| 24           | 3          | LMGTE Am  | 50  | Larbre Compétition        | Lars Viljoen Pierre Ragues Ricky Taylor                | Chevrolet Corvette C7-Z06 | 157     | +6 vueltas      | 9          | 2          |
| 25           | 4          | LMGTE Am  | 86  | Gulf Racing               | Michael Wainwright Adam Carroll Ben Barker             | Porsche 911 RSR           | 153     | +10 vueltas     | 10         | 1          |
| 27           | 5          | LMGTE Am  | 88  | Abu Dhabi-Proton Racing   | Khaled Al Qubaisi David Heinemeier Hansson Kévin Estre | Porsche 911 RSR           | 153     | +10 vueltas     | 11         | 0.5        |
| 28           | 6          | LMGTE Am  | 83  | AF Corse                  | François Perrodo Emmanuel Collard Rui Águas            | Ferrari F458 Italia       | 147     | +16 vueltas     | 12         | 0.5        |
| 29           | 7          | LMGTE Pro | 66  | Ford Chip Ganassi Team UK | Stefan Mücke Olivier Pla                               | Ford GT                   | 144     | +19 vueltas     | 13         | 0.5        |
| LMGTE Am     |            |           |     |                           |                                                        |                           |         |                 |            |            |
| 22           | 1          | LMGTE Am  | 98  | Aston Martin Racing       | Paul Dalla Lana Pedro Lamy Mathias Lauda               | Aston Martin Vantage V8   | 158     | 6:01:33.911     | 1          | 25         |
| 23           | 2          | LMGTE Am  | 78  | KCMG                      | Christian Ried Wolf Henzler Joël Camathias             | Porsche 911 RSR           | 158     | +1:02.838       | 2          | 18         |
| 24           | 3          | LMGTE Am  | 50  | Larbre Compétition        | Lars Viljoen Pierre Ragues Ricky Taylor                | Chevrolet Corvette C7-Z06 | 157     | +1 vuelta       | 3          | 15         |
| 25           | 4          | LMGTE Am  | 86  | Gulf Racing               | Michael Wainwright Adam Carroll Ben Barker             | Porsche 911 RSR           | 153     | +5 vueltas      | 4          | 12         |
| 27           | 5          | LMGTE Am  | 88  | Abu Dhabi-Proton Racing   | Khaled Al Qubaisi David Heinemeier Hansson Kévin Estre | Porsche 911 RSR           | 153     | +5 vueltas      | 5          | 10         |
| 28           | 6          | LMGTE Am  | 83  | AF Corse                  | François Perrodo Emmanuel Collard Rui Águas            | Ferrari F458 Italia       | 147     | +11 vueltas     | 6          | 8          |

Fuentes: FIA WEC.